# Sunnerstasjön
Sunnerstasjön är en sjö i Örnsköldsviks kommun i Ångermanland och ingår i Moälvens huvudavrinningsområde. Sjön har en area på 0,142 kvadratkilometer och ligger 337,2 meter över havet. Sjön avvattnas av vattendraget Sunnerstaån.

## Delavrinningsområde
Sunnerstasjön ingår i det delavrinningsområde (706956-158042) som SMHI kallar för Ovan 706617-158755. Medelhöjden är 354 meter över havet och ytan är 32,53 kvadratkilometer. Det finns inga avrinningsområden uppströms utan avrinningsområdet är högsta punkten. Sunnerstaån som avvattnar avrinningsområdet har biflödesordning 3, vilket innebär att vattnet flödar genom totalt 3 vattendrag innan det når havet efter 106 kilometer. Avrinningsområdet består mestadels av skog (42 procent) och sankmarker (51 procent). Avrinningsområdet har 0,31 kvadratkilometer vattenytor vilket ger det en sjöprocent på 0,9 procent.